# Johann Josef Scotti
Johann Josef Scotti (* 7. Mai 1787 in Bonn; † 3. April 1866 in Düsseldorf) war ein preußischer Verwaltungsbeamter, Herausgeber und Schriftsteller.

## Leben
Scotti entstammte einer Familie mit italienischen und deutschen Wurzeln. Seine Jugendjahre verbrachte er in Köln. In den Jahren 1804/1805 besuchte er die Kunstakademie Düsseldorf. Sein damaliger Mitschüler war der später berühmte Maler Peter Cornelius. In Düsseldorf beschritt Scotti eine Verwaltungslaufbahn. Nachdem er beim „General-Sekretair“ des großherzoglich-bergischen Finanzministers (Jacques Claude Beugnot, zuletzt Johann Peter Josef Bislinger) als „Bureau-Chef“ gearbeitet und in den Befreiungskriegen als Unteroffizier des 2. Westfälischen Husaren-Regiments Nr. 11 auch Militärdienst geleistet hatte, wurde er im Jahr 1816 zum „6ten Registrator“ des 1815 gegründeten Regierungspräsidiums Düsseldorf ernannt. Die weitere Laufbahn führte ihn dort in die Stellung eines „königlich preußischen Regierungs-Sekretairs“. Als solcher leitete er die Regierungsregistratur.
Am 27. August 1816 vermählte sich Scotti mit Johanna Henriette Luise Wintgens († 1824). Das Paar hatte drei Söhne und eine Tochter. Scotti wohnte zuletzt in der Friedrichstraße 19 (1855), 7 (1856) und 11 (1859) in Düsseldorf-Unterbilk. Dort verstarb er im Alter von 78 Jahren. Eine Tafel auf dem Alten Bilker Friedhof in Düsseldorf-Bilk erinnert an ihn. 

### Herausgeber von historischen Rechtstexten
Zwischen 1821 und 1843 gab Scotti – zunächst in privater Initiative und auf eigene Rechnung, ab dem 24. Januar 1824 im Auftrag des Preußischen Staatsministeriums – Gesetze und Verordnungen rheinischer und westfälischer Territorien des Heiligen Römischen Reichs, des Kaiserreichs Frankreich, des Großherzogtums Berg, des Großherzogtums Hessen, des Herzogtums Arenberg-Meppen, des Fürstentums Salm, des Fürstentums Rheina-Wolbeck der Grafschaft Salm-Horstmar und weiterer Länder und Staaten heraus. Diese Dokumente, bald „Scotti’sche Sammlung“ genannt, überspannen einen Zeitraum vom Mittelalter „bis zum Eintritt der königlich preußischen Regierungen im Jahre 1816“. Sie geben Aufschluss über bedeutende Teile des öffentlichen Rechts der in der Wiener Kongressakte dem Königreich Preußen zugewiesenen Gebiete am Rhein und in Westfalen, insbesondere das Land- und Staatsrechts früherer Landesherren, das noch in das 19. Jahrhundert hineinwirkte. Scotti, der seine Rolle als Forscher und Herausgeber von historischen Rechtsnormen mit der Sammeltätigkeit eines „Hamsters“ verglich, griff dabei sowohl auf sich in Archiven und Registraturen befindliches, noch unveröffentlichtes Material als auch auf bereits publizierte Texte zurück. Da ein vollständiger Abdruck des gesamten Schriftguts nicht möglich war, nahm er nur die bedeutenderen sowie die zu seiner Zeit noch gültigen Dokumente in voller Länge auf. Die weniger bedeutenden Stücke gab er in ausführlichen Auszügen wieder bzw. skizzierte ihren Inhalt kurz.
Von Beginn an erfuhren die herausgeberischen Tätigkeiten Scottis das Wohlwollen des preußischen Dienstherrn. Insbesondere ließ er Scotti bei den Bürgermeistern amtliche Berichte über die früheren Territorialverhältnisse einholen. Wegen des historischen und praktischen Interesses empfahl die preußische Regierung die Schriften ihren Beamten und dem Publikum zur Lektüre.

### Kunstschriftsteller
Scottis weiteres Interesse galt der Entwicklung der Kunstakademie Düsseldorf sowie der unter den Direktoraten von Peter Cornelius und Wilhelm Schadow aufblühenden Düsseldorfer Malerschule. Er gehörte zu den ersten und führenden Mitgliedern des Kunstvereins für die Rheinlande und Westfalen, der 1829 zu dem Zweck gegründet worden war, die Künstlerschaft durch Kunstausstellungen, Kunstankäufe und Verlosungen zu fördern. Um 1833 trat Scotti aus dem Kunstverein aus. Nach eigenen Angaben hatte er sich dazu entschlossen, als er damit rechnete, zur Übernahme der Funktion des Kunstverein-Sekretärs gedrängt zu werden. Der Schritt sei erfolgt, um sich ungeschmälert weiterhin seinem „Hamster-Berufe“, der Herausgeberschaft von historischen Rechtstexten, widmen zu können. 1834 trat er dem Verein wieder bei.
Im Jahr 1837 veröffentlichte der Jurist und Schriftsteller Anton Fahne die Schrift Die Düsseldorfer Maler-Schule in den Jahren 1834, 1835 und 1836. In ihr trug jener insbesondere die These vor, dass der Kunstverein und die Düsseldorfer Akademie die rheinischen und westfälischen Maler zugunsten von „Ostländern“ (Malern aus den ostelbischen Territorien Preußens) und Künstlern ausländischer (d. h. nicht-preußischer) Herkunft benachteiligt würden. In dieser Situation sah sich Scotti zu einer Replik veranlasst, die ihm die Rolle eines Kunstschriftstellers und Kunsthistorikers verlieh. 1837 veröffentlichte er die Schrift Die Düsseldorfer Maler-Schule, oder auch Kunst-Akademie, in der er Fahnes These zu widerlegen und ihren Autor ins Lächerliche zu ziehen suchte. Diese Schrift, ein Pamphlet mit einer eigenwilligen Kombination aus Satire und aus Statistiken über die Herkunft von Künstlern der Düsseldorfer Akademie und ihre Erfolge, fand aber kaum Beifall. Örtliche und überörtliche Zeitungen berichteten über den Streit. Die in Leipzig erscheinenden Blätter für literarische Unterhaltung fanden Fahnes Vorwurf „seiner Natur nach so kindisch-ungerecht, daß er gar keine Widerlegung verdient“. An Scottis Gegenschrift kritisierten sie, dass ihnen „nie etwas Ungeschickteres, Insipideres und Alberneres vorgekommen“ wäre. Scottis faktische Aufklärung und Belege würden in seinem  „Wuste geschmackloser und hanswurstartiger Polemik durchaus unbrauchbar und ungenießbar“. Auf die Bemerkungen Scottis antwortete Fahne noch im gleichen Jahr durch das Buch Meine Schrift „die Düsseldorfer Maler-Schule“ und ihre Gegner. Im Folgejahr publizierte Scotti im Selbstverlag die Schrift Der Kunstschule zu Düsseldorf Leistungen in den Jahren 1837 und 1838.

## Bibliografie
- Sammlung der Gesetze und Verordnungen, welche in den ehemaligen Herzogthümern Jülich, Cleve und Berg und in dem vormaligen Großherzogthum Berg über Gegenstände der Landeshoheit, Verfassung, Verwaltung und Rechtspflege ergangen sind : vom Jahr 1475 bis zu der am 15. April 1815 eingetretenen Königlich Preuß. Landes-Regierung / zsgest. u. hrsg. nach dem ganzen u. auszugsweisen Inhalt ... mit Zugabe mehrerer Urkunden. 4 Teile, Wolf, Düsseldorf 1821/1822.
- Sammlung der Gesetze und Verordnungen, welche in dem Herzogthum Cleve und in der Grafschaft Mark über Gegenstände der Landeshoheit, Verfassung, Verwaltung und Rechtspflege ergangen sind : vom Jahre 1418 bis zum Eintritt der königlich preußischen Regierungen im Jahre 1816. 5 Bände, Wolf, Düsseldorf 1826.
- Sammlung der Gesetze und Verordnungen, welche in dem vormaligen Churfürstenthum Trier über Gegenstände der Landeshoheit, Verfassung, Verwaltung und Rechtspflege ergangen sind : vom Jahre 1310 bis zur Reichs-Deputations-Schluß-mäßigen Auflösung des Churstaates Trier am Ende des Jahres 1802. 3 Teile, Wolf, Düsseldorf 1832.
- Sammlung der Gesetze und Verordnungen, welche in den vormaligen Wied-Neuwiedischen, Wied-Runkel’schen, Sage-Altenkirchen’schen, Sage-Hachenburg’schen, Solms-Braunfels’schen, Solms-Hohensolms-resp. Lich’schen, Nassau-Usingen’schen, Nassau-Weilburg’schen, Herzoglich Nassauischen und Wetzlar’schen (resp. fürstl. Primatischen, großherzogl. Frankfurt’schen etc) nunmehr Königl. preußischen-Landes-Gebieten, ... ergangen sind : von Eintrittszeit ihrer Wirksamkeit bis 1815–1816. 3 Teile, Düsseldorf 1836.
- Die Düsseldorfer Maler-Schule, oder auch Kunst-Akademie in den Jahren 1834, 1835 und 1836, und auch vorher und nachher. Schreiner, Düsseldorf 1837 (Digitalisat).
- Die Kunstschule zu Düsseldorf. Leistungen in den Jahren 1837 und 1838. Selbstverlag, Düsseldorf 1838.
- Sammlung der Gesetze und Verordnungen, welche in dem Königlich Preußischen Erbfürstenthume Münster und in den standesherrlichen Gebieten Horstmar, Rheina-Wolbeck, Dülmen und Ahaus-Bocholt-Werth über Gegenstände der Landeshoheit, Verfassung, Verwaltung und Rechtspflege vom Jahre 1359 bis zur französischen Militair-Occupation und zur Vereinigung mit Frankreich und dem Großherzogthume Berg in den Jahren 1806 und resp. 1811 ergangen sind. 3 Bände, Aschendorff, Münster 1842.
- mit Johann Mathias Sittel († 1859): Sammlung der Provinzial- und Partikular-Gesetze und Verordnungen, welche für einzelne, ganz oder nur theilweise an die Krone Preußen gefallene Territorien des linken Rheinufers über Gegenstände der Landeshoheit, Verfassung, Verwaltung, Rechtspflege und des Rechtszustandes erlassen worden sind. Enthaltend die Sammlungen für die Grafschaften Nassau-Saarbrücken und Ottweiler und die Reichsherrschaft Illingen. Trier 1843.